# Petr Kušnierz
Petr Kušnierz (* 22. září 1966 Ústí nad Labem) je bývalý český úředník a politik odsouzený k nepodmíněnému trestu za zneužití pravomoci veřejného činitele a přijímání úplatků.

## Vzdělání a pracovní kariéra
V roce 1989 absolvoval Střední průmyslovou školu v Mostě. V roce 1998 dokončil bakalářské studium na Vysoké škole báňské – Technické univerzitu v Ostravě a v roce 2005 studium inženýrské.
V letech 1995 až 1999 pracoval na Městském úřadě v Mostě. V letech 2002 až 2008 byl zaměstnancem ministerstva školství. V letech 2008 až 2009 pracoval na ministerstvu zemědělství jako vrchní ředitel informační sekce a poté jako náměstek ministra zemědělství Petra Gandaloviče (ODS). V červnu 2009 ho odvolal z funkce ministr Jakub Šebesta. Oficiálně „na základě nekompetentních manažerských kroků bývalého náměstka“, ale podle MF DNES byly důvodem vyhazovu dvě zakázky za více než půl miliardy korun přidělené Telefónice O2 a jejímu subdodavateli T-Soft bez výběrového řízení.
11. prosince 2009 se stal ředitelem Úřadu Regionální rady regionu soudržnosti Severozápad. Jeho jmenování mohlo být podle e-mailové korespondence, kterou projednával soud, zmanipulované. V březnu 2011 byl obžalován z toho, že požadoval po žadatelích o evropské dotace desetiprocentní provize.

## Skandály a policejní vyšetřování

### Mostecká radnice
Na mostecké radnici, kde pracoval jako vedoucí odboru investic a údržby, zadával nezvykle mnoho zakázek do 100 tisíc korun, na které se tehdy nemusela vypisovat výběrová řízení. Bylo také podezření, že některé firmy si za zakázky účtovaly vyšší částky než bylo běžné. Tehdejší mostecký starosta Jiří Šulc (ODS) ho odvolal oficiálně kvůli „nedůsledné kontrolní činnosti svých podřízených, čímž nepřímo poškodil zájmy města“.

### Soukromé podnikání
Poté Kušnierz pracoval jako soukromý poradce. V březnu 2002 ho státní zástupce Jiří Křivanec obvinil z podvodu a hrozilo mu dva až osm let vězení. Kušnierz měl na základě objednávky na dodávku dětských triček do obchodního domu Prior vylákat dva miliony korun a vypůjčit si 20 tisíc dolarů. Čelil exekuci, a proto peníze začal splácet. Soud následně rozhodl, že nespáchal trestný čin.

### Bytové družstvo
Jako předseda mosteckého bytového Družstva Spolbyt čelil trestnímu oznámení některých družstevníků, kteří ho podezírají ze špatného hospodaření. Státní zastupitelství dvakrát vrátilo policii spis k doplnění. Vyšetřování bylo v prosinci 2009 zastaveno. Družstevníci podali stížnost, kterou zamítla mostecká státní zástupkyně Eva Vetýšková.

### Uplácení při rozdělování peněz z evropských fondů
V březnu 2011 byl jako ředitel Úřadu Regionální rady regionu soudržnosti Severozápad spolu s dalšími dalšími šesti lidmi obviněn kvůli uplácení při rozdělování peněz z evropských fondů a vzat do vazby. Podle údajů Aktuálně.cz napomohly k odhalení odposlechy telefonních hovorů, při jednom z nichž Kušnierz měl vyprávět, jak úplatek dostal. Podle obžaloby zprostředkovávali předávání úplatků Václav Poláček, Roman Švec a Vladislav Hleba. Podle soudního spisu přijali či plánovali přijmout na úplatcích nejméně 2,8 milionu korun. V květnu 2012 obvinil Kušnierz soudkyni Kamilu Elsnicovou, že je na obžalované údajně přísnější než na státního zástupce a že je celkově podjatá. Prý z toho důvodu, že její bratr bojuje proti korupci. Žalobce mu navrhl trest sedm let odnětí svobody.
3. července 2012 policie ze sídla dotačního úřadu Severozápad v Ústí nad Labem odvedla dva lidi, podle ČTK jednu vedoucí odboru a jednoho vedoucího oddělení, ale zadrženi byli i další dva lidé. Podle mluvčího Útvaru pro odhalování organizovaného zločinu jsou podezřelí ze zneužití pravomoci úřední osoby a poškození finančních zájmů EU. Podle portálu Novinky.cz byli mezi zadrženými kromě Kušnierze i vedoucí územního odboru Irena Kotlanová a právník úřadu Jan Martinovský. 4. července 2012 ho poslala soudkyně Okresního soudu v Ústí nad Labem znovu do vazby, a to „pro důvodnou obavu, že by mohl ovlivňovat svědky či spoluobviněné, a tím mařit objasňování skutečností důležitých pro trestní řízení.“ 12. července uznal ústecký krajský soud Kušnierze vinným z přijímání úplatků a zneužití pravomocí veřejného činitele a odsoudil ho na 7,5 roku odnětí svobody a k pokutě 750 tisíc korun. Podle rozsudku žádal od předkladatelů projektů na úplatcích minimálně 1,7 milionu korun, z nichž 255 tisíc fyzicky převzal.
V březnu 2013 nastoupil do vězení V květnu 2014 potvrdil Nejvyšší soud ČR verdikt odvolacího senátu Vrchního soudu v Praze a poslal tak bývalého ředitele dotačního programu Severozápad, Petra Kušnierze, na 5 let do vězení. Už listopadu 2014 ho ale soud z vězení propustil na podmínku.

#### Spolupráce s policií
Česká televize přinesla 16. prosince 2015 informaci, že začal spolupracovat s policií a že vypovídal o dotačních podvodech, na kterých se podílel spolu s vlivnými regionálními politiky i podnikateli.
V prosinci 2016 policie obvinila z poškozování zájmů EU a dalších trestných činů v souvislosti s evropskými dotacemi z ROP Severozápad 24 lidí, mimo jiné bývalou ústeckou hejtmanku Janu Vaňhovou, starostu Chebu Petra Navrátila, podnikatele Daniela Ježka nebo bývalého senátora Alexandra Nováka.
Případ zřejmě souvisí s Kušnierzem, který sepsal několik dokumentů, ve kterých popsal údajné manipulace projektů v ROP Severozápad, včetně seznamu 54 údajně ovlivněných projektů.